# Estádio Dr. Ronaldo Junqueira
Het Estádio Dr. Ronaldo Junqueira is een multifunctioneel stadion in Poços de Caldas, een stad in Brazilië. De bijnaam van het stadion is 'Ronaldão' en eerder heette het stadion Estádio Nova Vistão.
Het stadion wordt vooral gebruikt voor voetbalwedstrijden, de voetbalclubs AA Caldense en Poços de Caldas maken gebruik van dit stadion. In het stadion is plaats voor 14.000 toeschouwers. Het stadion werd geopend in 1979.